# 真鍋小学校のサクラ

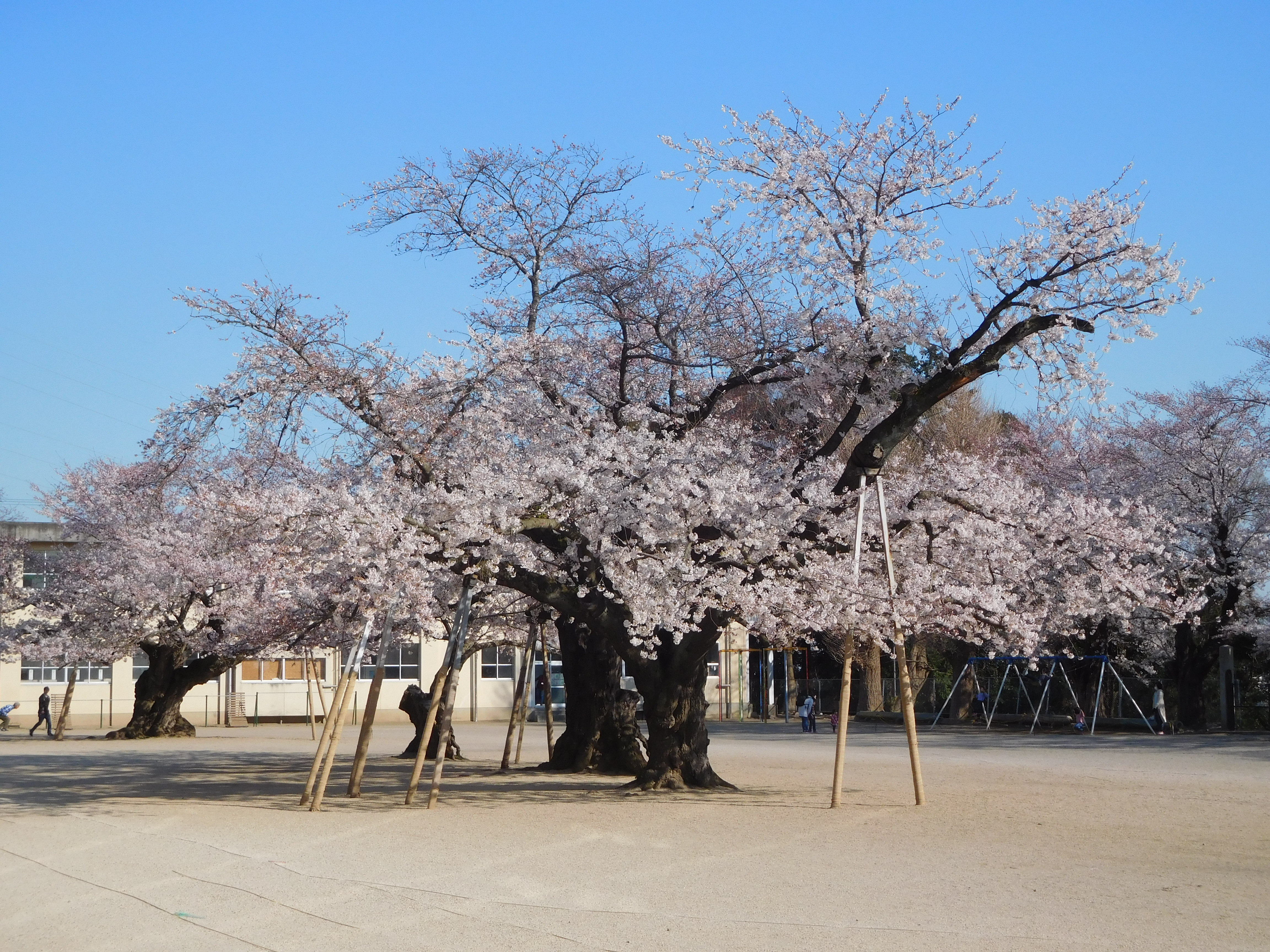
真鍋小学校のサクラ

真鍋小学校のサクラ（まなべしょうがっこうのサクラ）は、茨城県土浦市の土浦市立真鍋小学校の校庭に生育しているソメイヨシノの古木5本の総称である。1907年（明治40年）の真鍋小学校卒業生たちが新校舎落成記念として寄贈したもので、ソメイヨシノとしては青森県弘前市の弘前公園に植栽されている数本に次いで古いものと推定されている。1956年（昭和31年）に中央の3本、2002年（平成14年）には両端の2本が、茨城県の天然記念物に指定された。1982年（昭和57年）に始まった満開のサクラの下で行われる「新入生を迎えるお花見集会」は、テレビ放送や新聞などの報道で広く知られている。

## 由来
真鍋小学校は、1877年（明治10年）6月3日に創設された。創設当時の名称は「真鍋学校」といい、当時西真鍋地区にあった長松院という寺院の中にあった。1882年（明治15年）に真鍋小学校に改称し、1907年（明治40年）に現在の位置に新しい校舎が落成した。
その年の春の真鍋小学校卒業生たちは、新校舎落成記念として当時はまだ珍しかったソメイヨシノの5年生苗木を5本寄贈し、校庭の一隅に植樹した。その5本のソメイヨシノは、植樹後100年以上を経た2012年（平成24年）の時点でも1本も欠けることなく、毎年春に美しい花を咲かせている。園芸種であるソメイヨシノの寿命はヤマザクラやエドヒガンなどと比べて比較的短く、約80年程度といわれる。真鍋小学校のサクラは1882年（明治15年）に青森県の弘前公園に植栽された数本に次いで古いものとされ、1956年（昭和31年）5月25日に中央の3本、2002年（平成14年）10月29日には両端の2本が「真鍋のサクラ」の名称で茨城県の天然記念物に指定された。
最初は校庭の一隅に植えられていた5本のサクラは、町の発展に伴い、1928年（昭和3年）、1938年（昭和13年）、1940年（昭和15年）の3回にわたって行われた校庭の拡張工事により、校庭の真ん中の位置を占めるようになった。校舎も校庭と同様に増改築を重ね、1977年（昭和52年）6月に開校100周年記念式典を行った。1982年（昭和57年）4月、真鍋小学校の当時の校長はこのサクラを児童の情操教育に役立てようと考え、「新入生を迎えるお花見集会」を発案し、さっそく実行に移した。
集会の当日は、満開のサクラの木を全校児童が大きな輪になって囲み、新1年生の到着を待ちうける。スピーカーから流れる音楽とともに、新1年生たちが新6年生とともに登場する。新1年生の男の子は新6年生の男の子の背に、新1年生の女の子は新6年生の女の子の背に、それぞれ一人ずつおんぶされている。新6年生は新1年生をおんぶしたまま、児童たちの輪の周りを一周する。この行事の運営は子供たちの手に委ねられ、学校側はそれを見守り、手助けする立場をとっている。このお花見集会はテレビ放送や新聞などの報道で有名になり、当日は多くのアマチュアカメラマンが撮影に訪れている。
樹高と幹回りは最大の木でそれぞれ12メートル、5.1メートルに及ぶ。校庭で子供たちが毎日遊んで根を踏まれているにもかかわらず、樹勢は旺盛である。写真家の宮嶋康彦は、この5本のサクラを真鍋小学校の「もう1人の校長先生」と形容している。

## 交通アクセス
所在地
- 茨城県土浦市真鍋四丁目3番1号（真鍋小学校校庭）

交通
- 東日本旅客鉄道（JR東日本）常磐線土浦駅西口バスターミナル4番・5番のりばから発車する関東鉄道バス・関鉄グリーンバス・関鉄パープルバスで「土浦一高前」停留所下車、徒歩3分。または常磐自動車道土浦北インターチェンジから車で約5分。